# Adalah

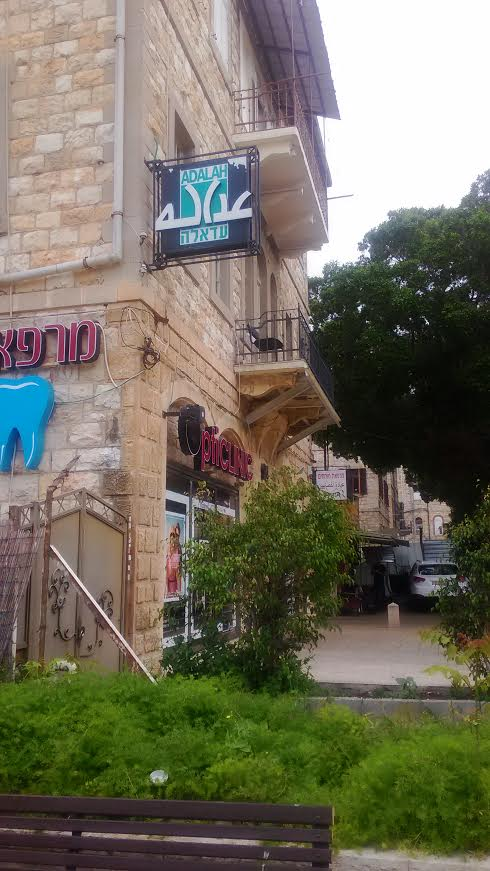
Adalah-kantoor in Haifa, 2017

Adalah – The Legal Center for Arab Minority Rights in Israel is een Arabisch-Israëlische mensenrechtenorganisatie die zich inzet voor de rechten van de Arabische minderheid in Israël en de Palestijnen in de door Israël bezette Palestijnse gebieden. De organisatie is gevestigd in Haifa, Israël en heeft ook een vestiging in Be'er Sheva in Zuid-Israël. Adalah is het Arabische woord voor "gerechtigheid".
Adalah is gespecialiseerd in wet- en regelgeving en staat personen bij die zijn onderworpen aan de jurisdictie van de staat Israël, waaronder de inwoners van Palestina. Het geeft rechtsbijstand en voert onder meer processen bij Israëlische rechtbanken.

## Organisatie
Adalah werd opgericht in november 1996 als gezamenlijk project van de Arabische NGO's The Galilee Society en Arab Association for Human Rights (HRA). In 1997 gingen zij samen door als één Niet-gouvernementele organisatie. Het vermelde doel is het bevorderen van de mensenrechten in Israël in het algemeen en die van de circa 20% Palestijnse minderheid in Israël in het bijzonder. Adalah komt ook op voor de Palestijnen in de bezette Palestijnse gebieden, die eveneens zijn onderworpen aan het Israëlische rechtssysteem.
Adalah zegt het eerste Palestijnse rechtskundig centrum in Israël te zijn dat wordt gerund door Arabieren en de enige Palestijnse organisatie die zich via Israëlische gerechtshoven inzet voor de bescherming van de mensenrechten van de Palestijnen in Israël en in de bezette Palestijnse gebieden.

### Werkgebied
Naast individuele rechtsbijstand en het voeren van processen, neemt Adalah ook actie richting Knesset om invloed uit te oefenen op wetgeving. Zij heeft zich met name ingezet voor de bedoeïenen in de Negev, die al in het gebied woonden voordat de staat Israël werd gesticht en voor een groot deel nog wonen in de bedreigde niet-erkende bedoeïenen-dorpen (de "unrecognized villages"). Verder organiseert Adalah conferenties en brengt rapporten en analyses op rechtsgebied uit. Zij geeft ook trainingen over dit onderwerp.
Adalah heeft in 2012 de "Discriminatory Laws Database" (DLD) opgezet, waarin 50 discriminerende Israëlische wetten werden beschreven, waarin direct of indirect Palestijnse burgers in Israël en/of de Bezette gebieden worden gediscrimineerd. In september 2017 bevatte het bestand al 65 wetten. De database is beschikbaar in het Arabisch, Hebreeuws en Engels en bevat ook veel vertalingen in het Arabisch en/of Engels. De update bevatte in november 2024 wetten van de jaren 1939 (van het Brits Mandaat) tot en met 2023. Op het eerste gezicht lijken ze vaak neutraal, maar in de praktijk hebben ze bijna altijd alleen gevolgen voor Palestijnen. Een voorbeeld is de wet voor minimum gevangenisstraffen van twee of vier jaar voor (vermeende) stenengooiers, ook als het jongeren betreft.